# براق حاجب
براق حاجب یا برق حاجب، بنیان‌گذار و اولین حاکم قراختاییان کرمان است که در سال ۶۱۹ هجری بعد از شکست خوارزمشاهیان از مغولان، به کرمان گریخت و توانست کنترل منطقه را بدست گیرد و حکومت مستقل خود را تأسیس کند. چون نسبت به مغولان از در فرمانبرداری درآمد، اوگتای قاآن، او را در امارت کرمان باقی گذاشت و بدین ترتیب قدرت او در این ولایت بی‌منازع گشت. وی به مدت سیزده سال بر کرمان فرمان راند و در ذی‌الحجه ۶۳۲ ق / اوت ۱۲۳۵ م در کرمان درگذشت . پس از براق حاجب، برادر زاده‌اش قطب‌الدین محمد جانشین وی شد.

## ازدواج و فرزندان
او با یوکا خاتون ازدواج کرد و رکن‌الدین تنها پسرش از اوست و همچنین با بيوه علاءالدین محمد خوارزمشاه و قتلغ ترکان خاتون هم ازدواج کرد.
- رکن‌الدین مبارک خواجه؛ با جهان خاتون، دختر اتابک ابوبکر بالسعد از اتابکان فارس ازدواج کرد.
- سوینچ خاتون؛ با جغتای، دومین پسر چنگیزخان ازدواج کرد.
- خان ترکان؛ با قطب‌الدین محمد ازدواج کرد.
- یاقوت ترکان؛ با محمودشاه از اتابکان یزد ازدواج کرد.
- مریم ترکان؛ با محی‌الدین از اتابکان یزد ازدواج کرد.

## درگذشت
در اختلافی‌ که‌ میان‌ براق‌ و علاءالدوله‌ محمود، اتابک‌ یزد رخ‌ داد، به‌ یزد لشکر کشید، اما پیش‌ از آنکه‌ نبردی‌ روی‌ دهد، غائله‌ خاتمه‌ یافت‌. به‌ دنبال‌ این‌ وقایع‌، سرداران‌ مغول‌ که‌ به‌ فرمان‌ اوگتای خان مأمور فتح‌ سیستان‌ شده‌ بودند، از او یاری‌ خواستند، و وی‌ را به‌ اطاعت‌ از خان‌ مغول‌ فراخواندند. براق‌ پاسخ‌ داد که‌ با لشکر خویش‌ کار تصرف‌ سیستان‌ را بدون کمک مغولان‌ به‌ انجام‌ خواهد رساند.  سپس‌ فرزند خود رکن‌الدین‌ خواجه‌ مبارک‌ را به‌ خدمت‌ اوگتای‌ روانه‌ کرد. رکن‌الدین‌ هنوز به‌ مقصد نرسیده‌ بود که‌ براق‌ در سال ۶۳۲ درگذشت‌ و در گنبد سبز دفن شد.